# الكواكب الخارجية

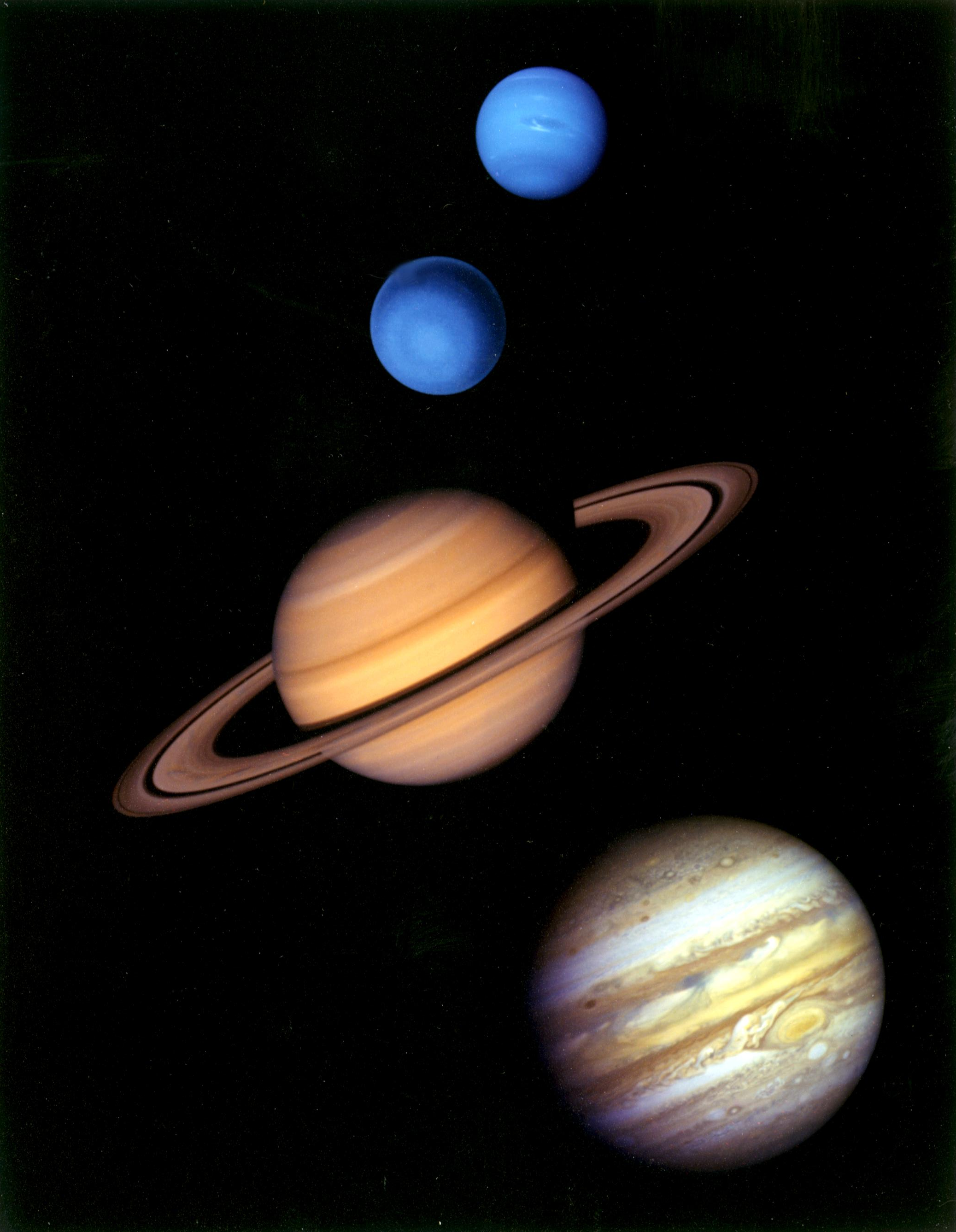
من أعلى إلى أسفل: نبتون وأورانوس وزحل والمشتري لتقريب الحجم واللون.

الكواكب الخارجية هي تلك الكواكب في المجموعة الشمسية التي تقع خارج حزام الكويكبات، وهكذا تشير إلى العمالقة الغازية، وهي وفقًا لترتيب بعدها عن الشمس:
- المشتري: هو أكبر كوكب في المجموعة الشمسية، ويتميز برزم واضحة وأربعة أقمار كبيرة للغاية.
- زحل: هو ثاني أكبر الكواكب، ويتميز بنظام حلقي كبير وساطع.
- أورانوس: اُكتشف سنة 1781. وينحرف تقريبًا عن محور دورانه.
- نبتون: اُكتشف سنة 1846 نتيجة إرباكه لكوكب أورانوس.

تتميز جميع الكواكب الخارجية بأنظمة حلقية، بالرغم من أن جميعها باهتة ما عدا أنظمة زحل.
وهناك سمة أخرى مشتركة بين العمالقة الغازية؛ ألا وهي أقمارها الطبيعية العديدة، والتي يفوق اثنان منهم في حجمهما حجم كوكب عطارد (غانيميد التابع للمشتري وتيتان التابع لزحل). هذان القمران وأقمار آيو وكاليستو وأوروبا وترايتون أكبر من كوكب بلوتو وإريس.
ويوجد في هذه المنطقة من الفضاء أيضًا قناطير وحقول متعددة لـ كويكبات طروادة والعديد من المذنبات.
كان يعد بلوتو كوكبًا خارجيًا منذ اكتشافه عام 1930 حتى إعادة تصنيفه باعتباره كوكبًا قزمًا في عام 2006 (انظر أيضًا حزام كايبر).

## الاستكشاف
في الموقع، يتضمن الاستكشاف بواسطة المركبات الفضائية بيونير 10 وبيونير 11 وفوياجر 1 وفوياجر 2 ويوليوس وغاليليو وكاسيني-هايجنز ونيوهورايزونز. وتضمنت المهمات المخططة مركبة جونو المدارية حول كوكب المشتري وربما المهمات الرائدة للكوكب الخارجي؛ فهناك مشاريع متعددة أيضًا، مثل المركبة المدارية ومسبار أورانوس. وتشمل المهمات المستمرة للكواكب الخارجية بدءًا من عام 2011 مسبار كاسيني الذي يدور حول كوكب زحل، ونيوهورايزونز المتجه إلى كوكب بلوتو، ومركبة جونو المتجهة إلى كوكب المشتري. كما زارت كاسيني ونيوهورايزونز كوكب المشتري من خلال الطيران القريب.
كان أحد التطورات التي ساهمت في جعل استكشاف الكواكب الخارجية أسهل بكثير مفهوم مساعدة الجاذبية. وذلك بالنسبة للكواكب التي تم اكتشافها في فترة الستينيات، وهي عبارة عن اقتراب المركبة الفضائية من كوكب، مثل المشتري بطريقة تزيد من سرعة المركبة. وهو ما يسمح باستخدام صاروخ أصغر بكثير في إطلاق معين.
ومن التقنيات الواعدة الأخرى، التي تم اختبارها في ديب سبيس 1، المحرك الأيوني. وتستطيع المحركات الأيونية زيادة كفاءة استخدام الوقود الداسر عن الصواريخ الكيميائية الحالية.

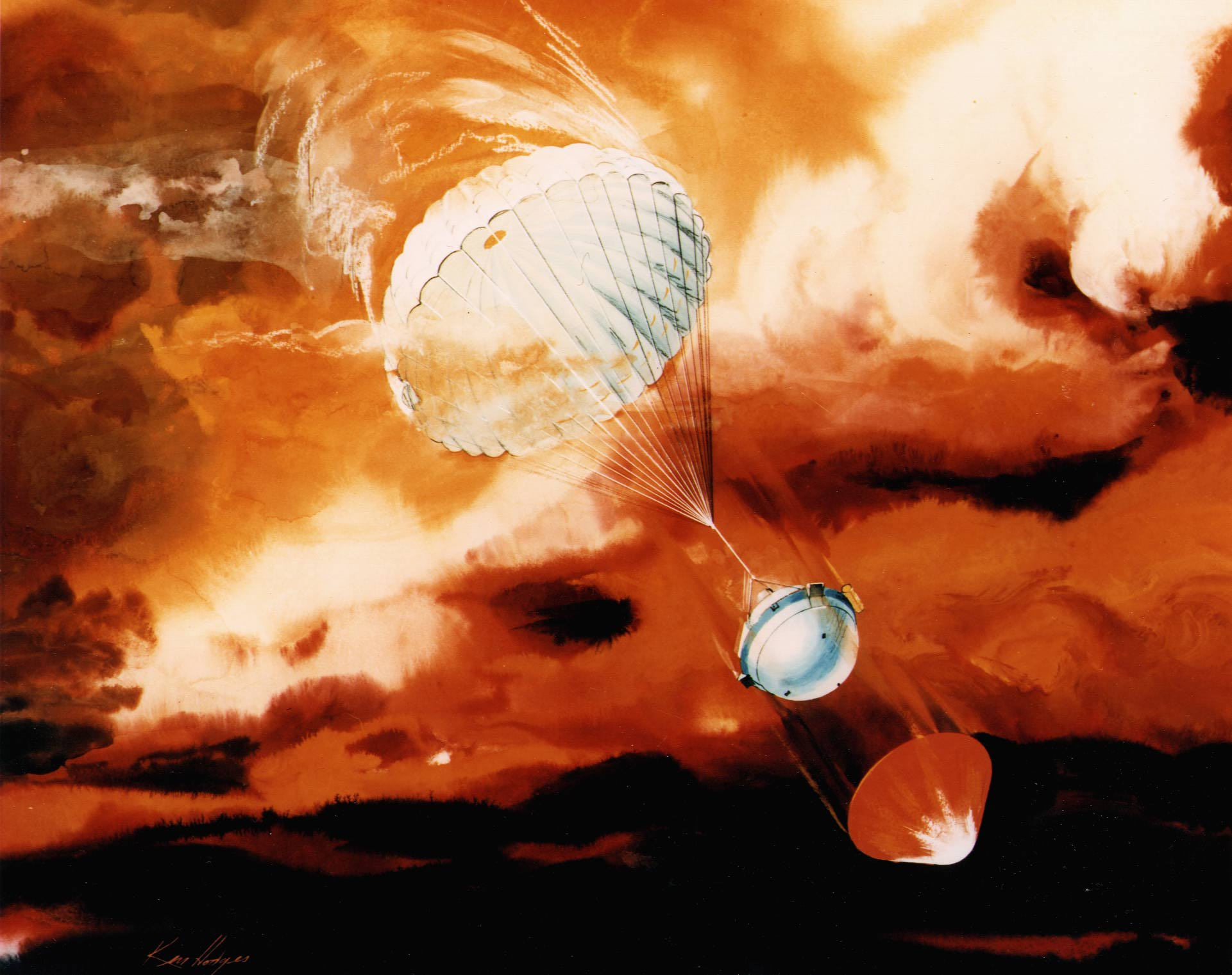
دخل المسبار غاليليو إلى أعماق كوكب المشتري في عام 1995. وقد حُمل إلى النظام الفلكي للعملاق الغازي بواسطة المركبة الفضائية غاليليو؛ حيث تحرر ونجا مما عُرف فيما بعد بأنه أسرع دخول جوي تمت محاولته حتى الآن.

| المركبة الفضائية | سنة الإطلاق | المشتري | زحل     | أورانوس | نبتون | سنة الانتهاء |
| ---------------- | ----------- | ------- | ------- | ------- | ----- | ------------ |
| بيونير 10        | 1972        | Flyby   |         |         |       | 2003         |
| بيونير 11        | 1973        | Flyby   | Flyby   |         |       | 1995         |
| فوياجر 1         | 1977        | Flyby   | Flyby   |         |       | —            |
| فوياجر 2         | 1977        | Flyby   | Flyby   | Flyby   | Flyby | —            |
| غاليليو          | 1989        | Orbiter |         |         |       | 2003         |
| مسبار غاليليو    | 1989        | Entry   |         |         |       | 1995         |
| يوليوس           | 1990        | Flyby   |         |         |       | 2009         |
| كاسيني           | 1997        | Flyby   | Orbiter |         |       | —            |
| نيوهورايزونز     | 2006        | Flyby   |         |         |       | —            |
| جونو             | 2011        | Orbiter |         |         |       | —            |

## مفاهيم المهمة
- دراسة المركبة المدارية لقمر المشتري أوروبا[2]
- دراسة قمر أوروبا من خلال الطيران القريب[3]
- دراسة قمر أوروبا من خلال الهبوط على سطحه[3]
- استكشاف الغلاف الجوي للعملاق الغازي باستخدام الطيران النفاث النووي[4]
- دراسة مفهوم مراقب آيو[2]
- دراسة مفهوم المركبة المدارية حول غانيميد[2]
- دراسة مفهوم رحلة طروادة[2]
- مهمة النظام الفلكي لقمر زحل تيتان[2]
- المركبة المدارية لقمر أوروبا[5]
- الطيران القريب من القمر أوروبا[5]
- الهبوط على سطح القمر أوروبا[5]
- دراسة دخول المسبار إلى الغلاف الجوي لكوكب زحل[2]
- دراسة مفهوم مراقب حلقة زحل[2]
- دراسات مفهوم الطيران القريب من قمر إنسيلادوس وأخذ عينات[2]
- رحلة إلى إنسيلادوس وتيتان (JET)[6]
- التحقق من إمكانية الحياة على سطح القمر إنسيلادوس (LIFE) - الطيران القريب لأخذ عينات من الحلقة الإلكترونية لقمر إنسيلادوس وزحل[7]
- دراسة مفهوم المركبة المدارية حول إنسيلادوس[2]
- دراسة مفهوم مسبار بحيرة تيتان[2]
- مركبة تيتان[8]
- الطيران حول مدار تيتان[9]
- دراسة مفهوم مهمة المركبة المدارية إلى شيرون[2]
- دراسات مفهوم المركبة المدارية والمسبار حول أورانوس ونبتون[2]
- المركبة المدارية ومسبار أورانوس
- مستكشف أورانوس[10]
- دراسة مفهوم مهمة أجسام نبتون-تريتون-حزام كايبر[2]
- آرجو[11] - الطيران القريب من المشتري وزحل ونبتون وحزام كايبر